# Stiftskirche Innichen

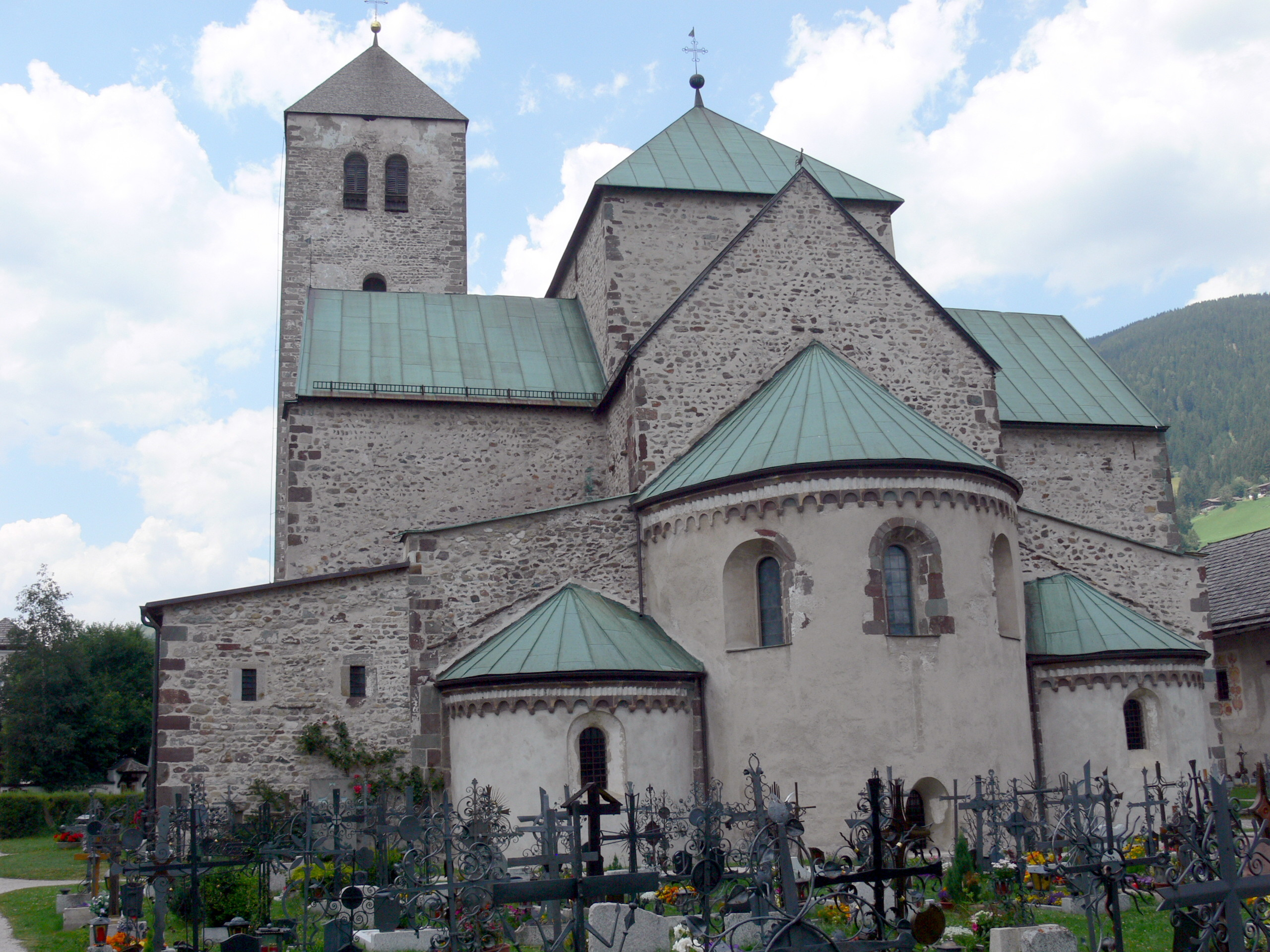
Stiftskirche Innichen

Die Stiftskirche Innichen steht inmitten des Zentrums von Innichen in Südtirol auf etwa 1175 Meter Seehöhe. Als Mutterkirche des östlichen Pustertales gilt sie als bedeutendster Sakralbau romanischen Stils im Ostalpenraum. Die Kirche ist den Heiligen Candidus und Korbinian geweiht und hat im 19. Jahrhundert alle Hauptfunktionen der im 12. Jahrhundert errichteten St. Michaels-Kirche übernommen. Diese Kirche der Pfarrei zum hl. Erzengel Michael Innichen in der Seelsorgeeinheit Oberes Pustertal der Diözese Bozen-Brixen ist ein Südtiroler Baudenkmal.

## Geschichte
Die Kirche wurde unter Mitwirkung eines lombardischen Baumeisters im 13. Jahrhundert an jener Stelle erbaut, wo im 8. Jahrhundert unter Herzog Tassilo III. das Benediktinerkloster zum Heiligen Candidus errichtet worden war. Um 1143 wurde die Kirche aufgrund der Umwandlung der Abtei in ein Kollegiatstift, das Stift Innichen, neu errichtet. Um 1250 fand ein Erweiterungsbau statt. Die Vorhalle stammt aus der Zeit um 1415. Die zweistöckige Vorhalle und die Dorotheenkapelle wurden im Jahr 1468 errichtet. Die Nothelferkapelle befindet sich an der nördlichen Seite des Atriums und wurde im Jahr 1524 von Kanonikus Georg Geisser gestiftet. Die Kirche bildet im finalen Ausbauzustand eine dreischiffige Basilika mit Vierungskuppel und drei Apsiden.

## Krypta

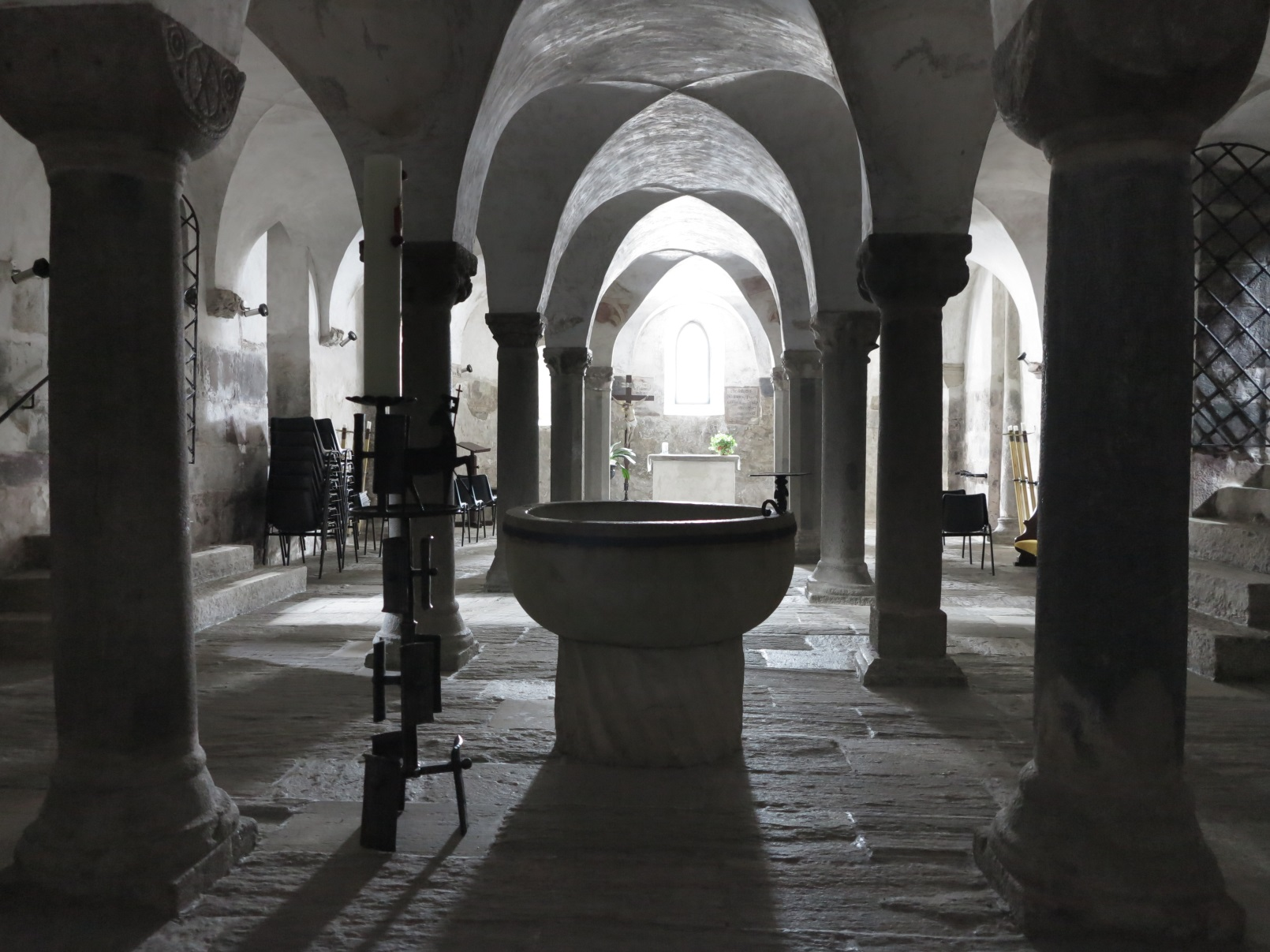
Die Krypta

Unter dem Altar befindet sich eine dreischiffige Krypta. Der Saal trägt ein Kreuzgewölbe. Bis 1969 barg die Krypta Reliquien der beiden Stiftspatrone. Seit 1970 befindet sich in der Krypta auch ein Taufbrunnen. In den Jahren 1967 bis 1970 wurde die Krypta restauriert, da sie im Laufe der Zeit radikale Veränderungen im barocken, neugotischen sowie neuromanischen Stil erfahren hatte. Durch die Restaurierung bekam der Raum seine romanischen Raumproportionen aus dem 13. Jahrhundert zurück. In der Krypta befindet sich eine auf einem Sockel stehende romanische Holzskulptur des Hl. Candidus.

## Kunst
In der Kirche sind spätromanische Kuppelfresken aus der Zeit um 1280 zu sehen; sie zeigen die biblische Schöpfungsgeschichte. Im Altarraum hängt eine große Kreuzigungsgruppe aus der Zeit um 1250. Des Weiteren findet sich in der Kirche eine Statue des Stiftspatrons St. Candidus um 1250. Aus dem 17. Jahrhundert sind Reste eines barocken Altars erhalten. Die Orgel hat ein geschnitztes Gehäuse aus dem 17. Jahrhundert.
Das Südportal enthält romanische Steinreliefs sowie spätgotische Bildnisse der Kirchenpatrone Candidus und Korbinian. Das Gemälde über dem Nordportal wurde um 1909 von Alfons Siber geschaffen.

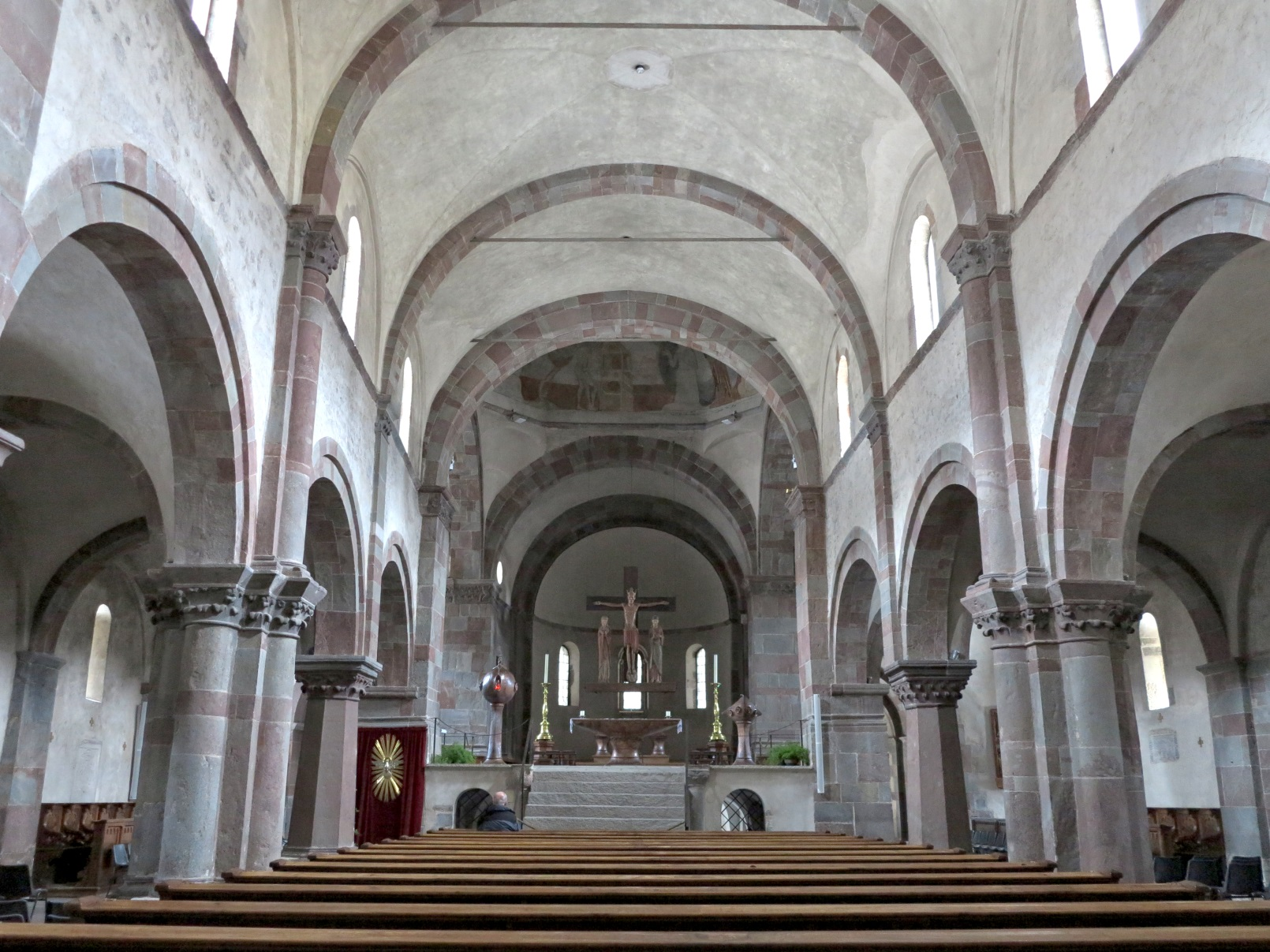
Innenansicht
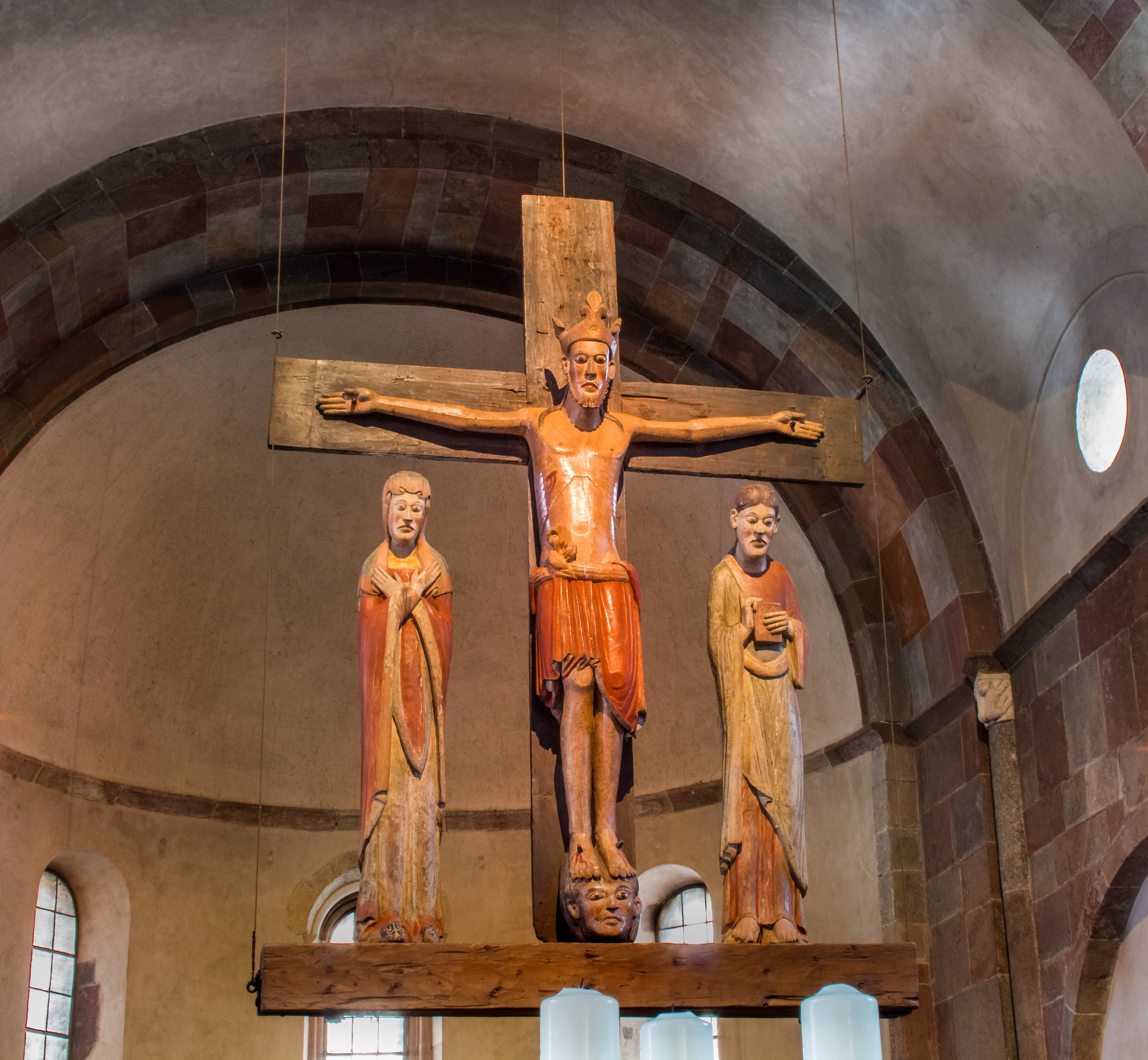
Die romanische Kreuzigungsgruppe am Altar
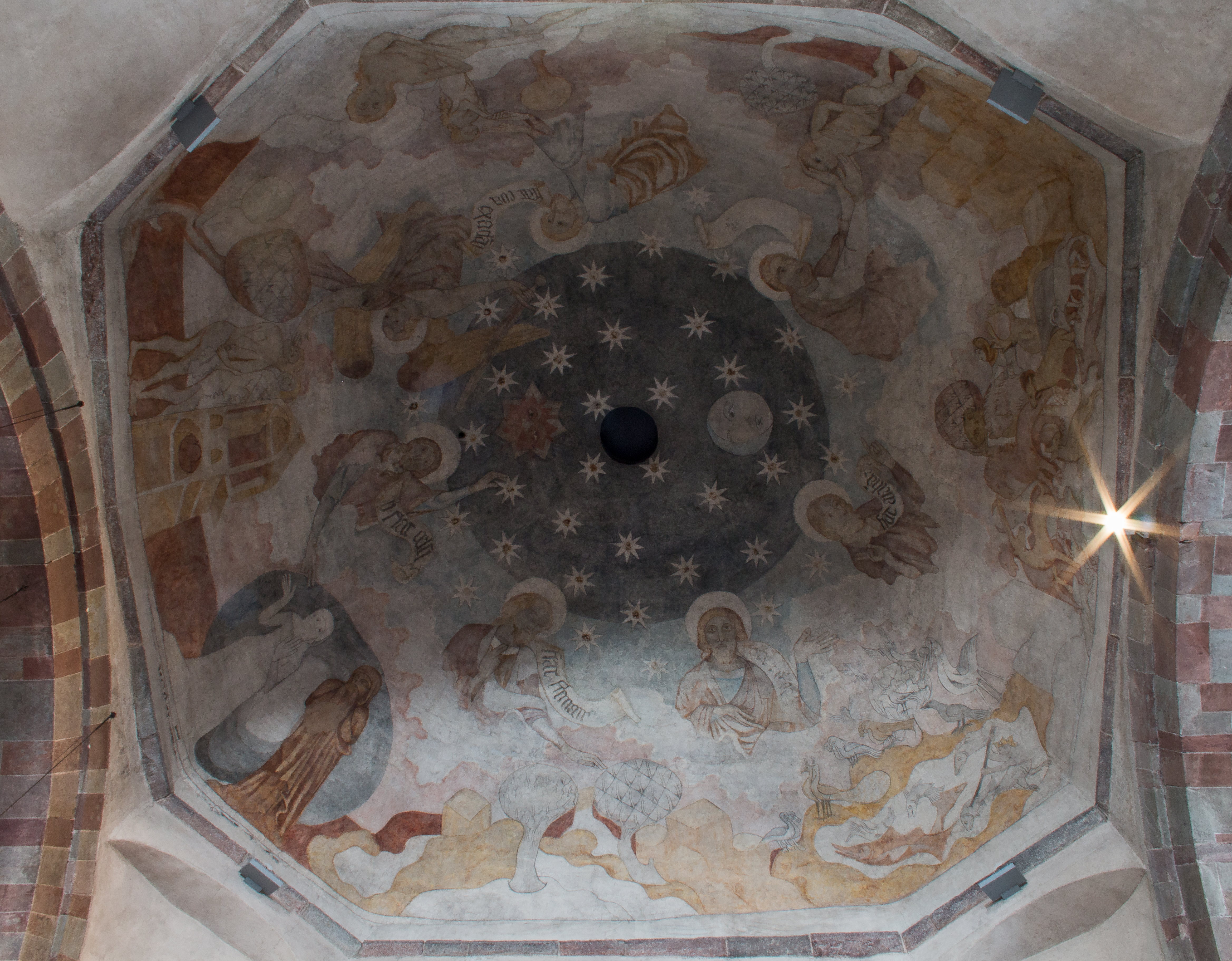
Die Kuppelfresken
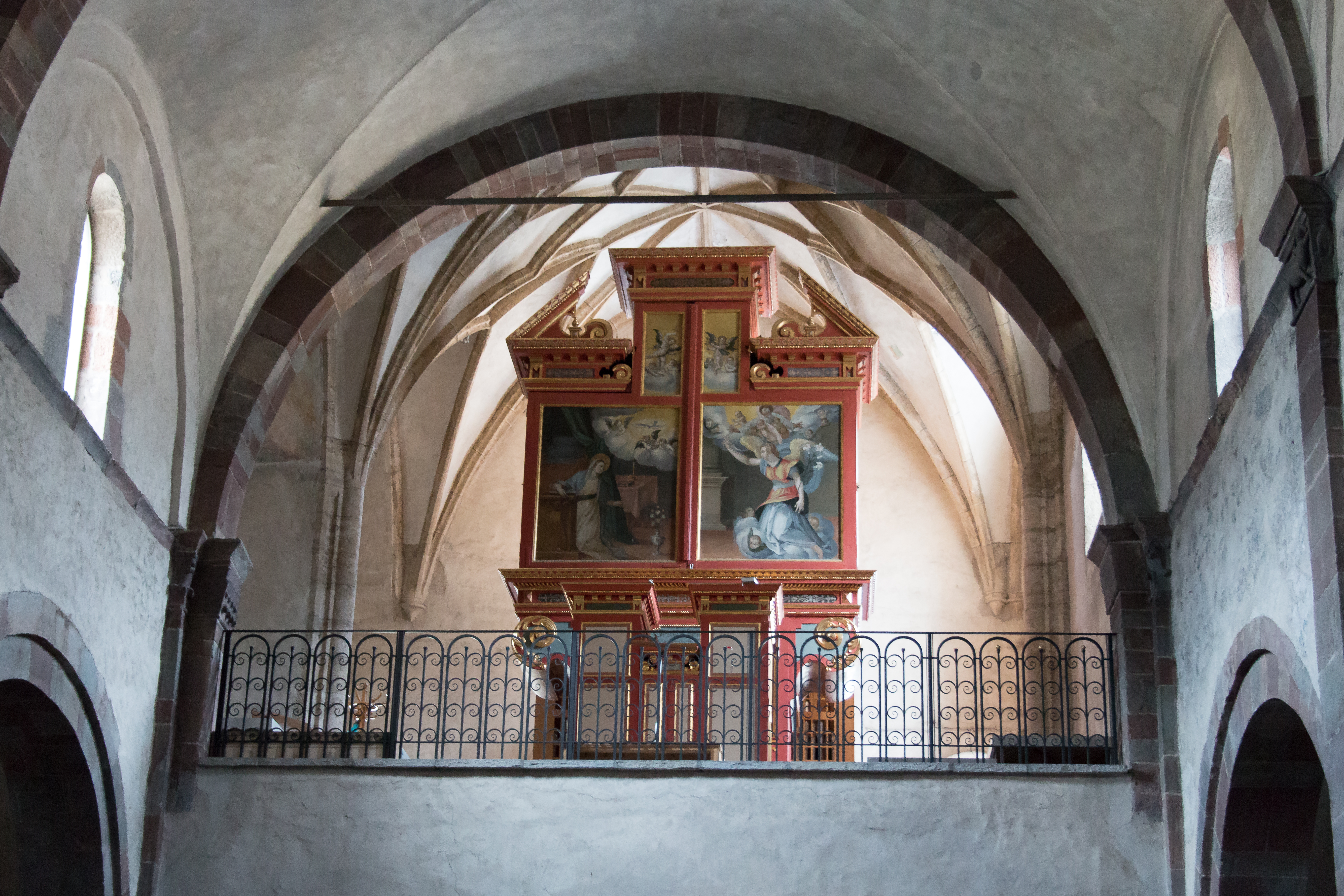
Die Hauptorgel

## Orgeln
Die heutige Orgel auf der Empore im hinteren Teil der Stiftskirche geht in ihren ältesten Teilen bis auf ein Instrument zurück, das Andreas Butz 1628/29 gebaut hatte. Im Laufe der Jahrhunderte arbeiteten viele verschiedene Orgelbauer an dieser Orgel, darunter Gaudentius Köck (1741), Alois Hörbiger (1837), Mathias Mauracher (1845) und Franz (II.) Reinisch (1889). Im Jahr 2002 baute die Manufaktur Orgelbau Pirchner die jetzige Orgel in das historische Gehäuse ein, wobei teilweise auch historische Orgelpfeifen verwendet wurden. Die Orgel hat einen Umfang von 23 Registern auf zwei Manualen und Pedal.
Seit 2014 steht in der Stiftskirche auch eine Chororgel mit ursprünglich sechs Registern, die von Orgelbauer Henk Klop gebaut und 2020 durch ein Pedal-Register auf sieben Register erweitert wurde.

## Glocken
Im Kirchturm sind insgesamt acht Glocken vorhanden. Die sechs größten bilden das Hauptgeläut der Stiftskirche, die kleinste (7) ist die Sterbeglocke. Glocke 8 ist eine Reserveglocke, die während der Reparatur einer Glocke des Hauptgeläuts zum Einsatz kam, jetzt aber nicht mehr aufgehängt, sondern nur unter der Glockenstube abgestellt ist. 
Übersicht
| Glocke | Gießer                    | Gussjahr | Schlagton |
| ------ | ------------------------- | -------- | --------- |
| 1      | Georg Grassmayr, Brixen   | 1701     | cis'      |
| 2      | Luigi Colbacchini, Trient | 1922     | d'        |
| 3      | Gregor Löffler, Innsbruck | 1556     | f'        |
| 4      | Luigi Colbacchini, Trient | 1922     | g'        |
| 5      | Luigi Colbacchini, Trient | 1922     | c″        |
| 6      | Gregor Löffler, Innsbruck | 1556     | f″        |
|        |                           |          |           |
| 7      | Georg Grassmayr, Brixen   | 1735     | as″       |
|        |                           |          |           |
| 8      | Mario Colbacchini, Trient | 1950     | e'        |

## Nachweise
1. ↑  Innichen, organindex.de: Stiftskirche St. Candidus und Korbinian
2. ↑  organindex.de: Innichen, Stiftskirche St. Candidus und Korbinian (Chororgel)
3. ↑  youtube.com: Innichen (I-BZ) - Die Glocken der Stiftskirche zu den hll. Candidus und Korbinian

Koordinaten: 46° 43′ 58,5″ N, 12° 16′ 57,6″ O